# Mandavalli, Sagar
Mandavalli là một làng thuộc tehsil Sagar, huyện Shimoga, bang Karnataka, Ấn Độ.